# Peter Siedek

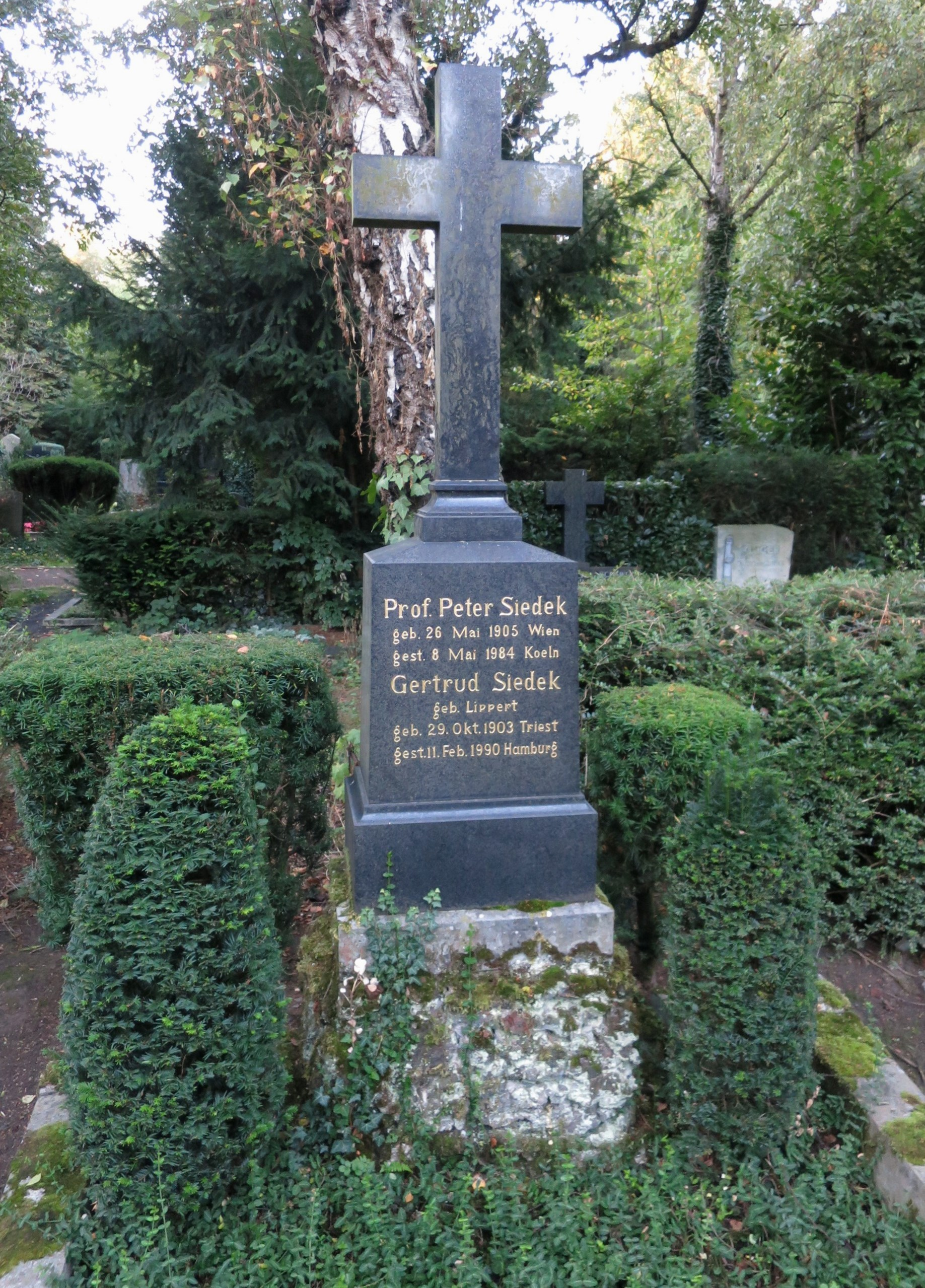
Grabstätte

Peter Siedek (* 26. Mai 1905 in Wien; † 8. Mai 1984 in Köln) war ein österreichischer Bauingenieur für Geotechnik.

## Leben
Siedek studierte von 1924 bis 1930 an der Technischen Hochschule Wien Bauingenieurwesen. Anschließend arbeitete bei der Österreichischen Bundesbahn, bei Redlich und Berger (Bau der Großglocknerstraße 1931/32) und war 1932/33 Assistent von Karl von Terzaghi in Wien (unter anderem bei geotechnischen Untersuchungen für die Reichsbrücke Wien) und danach bei der Degebo in Berlin. Auch dort war er mit geotechnischen Arbeiten zum Reichsautobahnbau befasst.
Er war Mitglied des Vorstands der DGEG bei ihrer Gründung 1951. Damals besaß er die Stellung eines Oberregierungsbaurates.
1961 bis 1965 war er kommissarischer Leiter der Bundesanstalt für Straßenwesen in Köln und Regierungsbaudirektor. Er hatte den Professoren-Titel.
Siedek starb 1984 kurz vor seinem 79. Geburtstag. Seine Grabstätte befindet sich auf dem Kölner Friedhof Melaten (Flur 84).

## Schriften
- mit Heinz Graßhoff, Rudolf Floss: Handbuch Erd- und Grundbau, 2 Bände, Werner 1982
- mit Reimar Voss, Rudolf Floss: Die Bodenprüfverfahren bei Straßenbauten, 7. Auflage, Werner 1982